# Sikoriella bimaculata
Sikoriella bimaculata är en insektsart som beskrevs av George Clifford Carl 1914. Sikoriella bimaculata ingår i släktet Sikoriella och familjen vårtbitare. Inga underarter finns listade i Catalogue of Life.